# Erlenbach
Erlenbach és una pedania de la ciutat de Kaiserslautern, situada a la regió del Palatinat, de l'estat de Renània-Palatinat. El poble té 2.400 habitants i ronda els 280 metres d'altitud sobre el nivell del mar, tot i que en alguns punts arriba als 300.

## Geografia
Erlenbach està localitzat al nord de Kaiserslautern, és la pedània més septentrional de la ciutat, i fa frontera amb el límit municipal d'Otterberg.
El poble està situat a la fondalada de Weisental, excavada pel rierol del mateix nom que el poble i inclinada cap al nord. El seu paisatge està marcat per les zones boscoses i els camps.

## Història
Les primeres mencions del lloc es remunten al segle xii. L'emperador Otó IV va regalar una porció dels territoris d'Otterberg a un monestir de l'Orde del Cister vinguts el 1144 d'Eberbach. Aquestes donacions són documentades de l'any 1159.
El 1969 Erlenbach va entrar al districte local de la ciutat Kaiserslautern com a pedània.

### Etimologia i blasó
El nom d'Erlenbach es pot dividir senzillament en dos mots: Erlen que en alemany significa Vern, i Bach, que vol dir rierol. Per tant, Erlenbach probablement significa "Rierol de Verns", eludint al rierol que s'hi forma.
El blasó està compost per un rierol horitzontal de color sinople, amb dos esquirols gules a dalt, i un a baix. Cada esquirol duu un fruit d'or. Tots aquests element reposen sobre un fons argent.

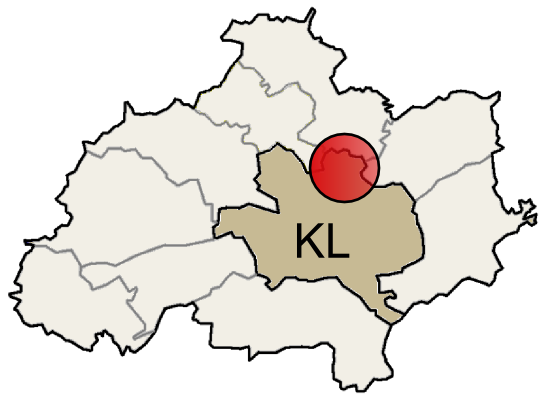
Erlenbach al mapa de la ciutat de Kaiserslautern (KL)

## Política
Erlenbach posseeix un consell local (Ortsbeirat) tot i formar part administrativa de Kaiserslautern. El període de legislatura vigent va començar el 2004 i les eleccions se celebraran novament el 2009. Karl-Heinz Dippold i Fritz Henrich són els encarregats del consell.
El consell local està format per 15 escons, repartits en 8 per SPD (un 53,1%), i 7 per CDU (46,9%).

## Festivitats
El poble se seu, al llarg de l'any, de moltes festes: Els actes de carnaval, la fira de maig (Maifeier), la festa de Strahleselfest, la festa del poble (Dorfgemeinschaftsfest), la Hutzelfest amb el seu moment més important, la fira d'Erlenbacher Kerwe, que té lloc cada penúltim cap de setmana d'agost, l'Oktoberfest, la Martinsumzug i la Seniorenfeier. A més se solen fer diversos concerts anuals, i s'organitzen moltes caminades populars.

## Associacions
- Freiwillige Feuerwehr Erlenbach (Cos de Bombers Voluntaris d'Erlenbach)
- Männer-Gesangverein "Eintracht Erlenbach" (Associació de Cant d'Erlenbach)
- Musikverein Erlenbach (Associació de la Música d'Erlenbach)
- Tennisclub Erlenbach (Club de Tennis d'Erlenbach)
- Fußball-Club Erlenbach (Club de Futbol d'Erlenbach)
- Ökumenischer Frauenkreis (Cercle Ecumènic de Dones)
- Pfälzerwald Verein mit Wanderjugend (Associació del Bosc del Palatinat i Joventuts Excursionistes)
- Turnverein 1904 Erlenbach (Associació Gimnàstica 1904 d'Erlenbach)

## Infraestructures i transport

### Infraestructures
Les carreteres que connecten amb Erlenbach són els carrers de Im Weisental, que es bifurca cap a la dreta a Otterbach i a l'esquerra a Otterberg, i des de Morlautern i Kaiserslautern s'hi pot accedir per la Neuestraße. Ambdós carrers són tècnicament anomenats com la carretera L387.
Quant a trànsit ferroviari, les estacions més properes són les d'Otterbach i Kaiserslautern.

### Transport
Erlenbach queda a 5 minuts de Kaiserslautern en vehicle personal, tot i això la companyia d'autobusos local (TWK o Technische Werke Kaiserslautern) té una línia (la 112) amb un interval entre bus i bus de 30 minuts.

## Fills il·lustres
- Louis Schmitt (1788-1866) pianista i compositor